# Byung-Chul Han
Byung-Chul Han, születési nevén Han Bjongcshol (hangul: 한병철, handzsa: 韓炳哲, RR: Han Byeong-cheol; Szöul, 1959 –) dél-koreai születésű német filozófus, kultúrteoretikus. A Berlin Művészeti Egyetem professzora volt, alkalomszerűen továbbra is tart ott kurzusokat.

## Élete és munkái
Byung-Chul Han a Koreai Egyetemen, Szöulban tanult kohászatot, mielőtt az 1980-as években Németországba költözött, hogy Freiburgban és Münchenben filozófiát, német irodalmat és katolikus teológiát tanuljon. Doktori fokozatát 1994-ben szerezte Freiburgban.
2000-ben a Bázeli Egyetem Filozófiai Tanszékén habilitált. 2010-ben a Karlsruhe University of Arts and Design tanszéki tagja lett, ahol érdeklődési területei a 18., 19. és 20. század filozófiája, etika, társadalomfilozófia, fenomenológia, kultúraelmélet, esztétika, vallás, médiaelmélet és interkulturális filozófia voltak. 2012 óta filozófiát és kulturális tanulmányokat tanít a Berlini Művészeti Egyetemen, ahol az újonnan alapított Studium Generale általános tanulmányi programot irányítja.
Tizenhat könyv szerzője, amelyek közül a legutóbbiak olyan jelenségeket vizsgálnak, melyeket ő a „kiégés társadalmának” (The Burnout Society / Müdigkeitsgesellschaft ), az „átlátszóság társadalmának” (Transparenzgesellschaft ) nevez. Foglalkozik továbbá a shanzhai neológ koncepciójával, amelynek célja a kortárs kínai kapitalizmus gyakorlatában tapasztalható dekonstrukció formáinak azonosítása.
Han jelenleg készülő munkája az átlátszóságra, mint a neoliberális piaci erők által létrehozott kulturális normára összpontosít, amely alatt egyfajta önkéntes, a pornográfiával határos önközlésre irányuló kielégíthetetlen hajtóerőt ért. Han szerint az átlátszóság követelménye a nyitottság totalitárius rendszerét kényszeríti ki, miközben más társadalmi értékeket, például a szégyent, a titoktartást és a bizalmat károsítja.
A közelmúltig visszautasította a rádió- és televíziós interjúk adását, valamint a nyilvánossággal ritkán közöl bármiféle életrajzi és személyes adatot, ideértve születési idejét is.

## Gondolatai
Han írásainak nagy részét az emberi szubjektum számára a késői kapitalizmus gyors ütemű, technológia által meghatározott helyzetéből adódó tapasztalatokra való reflektálás jellemzi. Könyveiben e szituációt annak különféle megjelenési formáira tekintettel, a szexualitást, a mentális egészséget (különösen a kiégést, a depressziót és a figyelemhiányos hiperaktivitás-zavart), az erőszakot, a szabadságot, a technológiát és a népi kultúrát vizsgálva tárja fel.
A kiégés társadalmában (eredeti német címe: Müdigkeitsgesellschaft) a mai társadalom jelenlegi állapotát olyan patologikus, pszichológiai zavarokkal leírható tájként ábrázolja, amit a depresszió, a figyelemhiányos hiperaktivitás-zavar (ADHD), a borderline személyiségzavar és a kiégési szindróma (burnout) jellemeznek. Úgy véli, ezek nem „fertőzések”, hanem „infarkciók”, melyeket nem az emberek immunológiájának negativitása, hanem a pozitivitás mértéktelenné válása okoz. Han szerint a bukás elkerülésére irányuló magatartás, továbbá a kitartás követelményének való engedelmeskedés, valamint a hatékonyságra való törekvés következményeként egyidejűleg válunk áldozattá és elkövetővé, ezzel az elszigetelődés, az önkizsákmányolás és az összeomlás örvényébe sodródunk. „Amikor a termelés immateriális, mindenki eleve rendelkezik saját termelési eszközeivel. A neoliberális rendszer többé már nem az eredeti értelemben vett osztályrendszer. Nem olyan osztályokból áll, amelyek kölcsönös ellenérzést táplálnak egymás iránt. Ez magyarázza a rendszer stabilitását.” Han azt állítja, hogy a szubjektumok önkizsákmányolóvá válnak: „Ma mindenki kizsákmányolt munkás a saját vállalkozásában.” Így az emberek egy személyben urak és rabszolgák. Még az osztályharc is „önmagunk ellen folytatott belső küzdelemmé alakult át.” Az egyén „teljesítmény-alattvalóvá” vált; nem leigázott „alávetett”-ként tekint magára, hanem inkább projektként: Állandóan átformálni és újra feltalálni magunkat, ami „az erőszak és kényszer egy formáját jelenti – valójában még hatékonyabb leigázottság és alávetettség.” A magát idegen és külső korlátoktól mentes projektként elgondoló Én most belső korlátok és kényszerek alá rendeli önmagát, amely a megszállott teljesítménykényszer és optimalizálás formáját ölti."
Az Agonie des Eros (Erósz agóniája) a Kiégés társadalmában és az Átlátszóság társadalmában kifejtett gondolatait viszi tovább, e két korábbi munkájának eredményeit a vágy és a szerelem jelenségének kutatására alkalmazza. Lars von Trier Melankólia című filmjében megjelenő karakterek elemzése alapján – amelyet a depressziós állapot és az azzal való küzdelem ábrázolásának tekint – egy olyan társadalom képét vázolja fel, melyet növekvő mértékben dominál az ön-referencia és a nárcizmus. Diagnózisa a vágy elvesztésére, a „másik”, az idegen, a nem-önmagunk iránt való odaadás képességének eltűnésére is kiterjed. Ezen a ponton az alanyok kizárólag önmaguk körül forognak, miközben képtelenek kapcsolatokat építeni. E társadalmi változás a szerelmet és a szexualitást is áthatja: a szerelem, az erotika és a vágy helyét a szex és a pornográfia, a magamutogatás és az (ön)prezentáció veszi át. A túláradó pozitivitás és ön-referencia a konfrontáció eltűnéséhez vezet. A gondolkodás – állítja Han – a „járatlan úton”, a még-meg-nem-értett iránti vágyon alapul. Mivel a gondolkodás szoros kapcsolatban áll Erósszal, így „Erósz agóniája” egyben a „gondolkodás agóniája” is. Nem szükséges, hogy minden a megértés és a „kedvelés” tárgya legyen, nem kell mindent hozzáférhetővé tenni.
Az összeomlás szélén lévő társadalom elemzését, melyet A kiégés társadalmában kezdett, azt Az erőszak topológiájában (Topologie der Gewalt) folytatja. Az erőszak és az individualitás kapcsolatára fókuszálva kifejti, hogy az erőszak eltűnésével kapcsolatos széleskörűen osztott feltételezések ellenére az csak a megjelenési formáját tekintve változott, és most sokkal szofisztikáltabban működik. Az erőszak manifeszt jelenlétét egy névtelen, deszubjektivált, szisztémás működés váltja fel, amely nem fedi fel magát, mivel összeolvad ellentétével – a szabadsággal. Ezt a témát tovább tárgyalja a Pszichopolitikában, ahol Sigmund Freud, Walter Benjamin, Carl Schmitt, Richard Sennett, René Girard, Giorgio Agamben, Deleuze / Guattari, Michel Foucault, Michel Serres, Pierre Bourdieu és Martin Heidegger gondolatai nyomán fejleszti ki saját erőszak-koncepcióját. Han dolgozatának központi eleme az az elképzelés, hogy az erőszak „negatív” és „pozitív” formában mutatkozik (megjegyzés: ezek nem a kifejezésekre vonatkozó normatív ítéletek): a negatív erőszak annak nyíltan fizikai megnyilvánulása (a háború, kínzás, terrorizmus, stb.), a pozitív erőszak a „túlteljesítés, túltermelés, a kommunikáció túláradása, hiper-figyelem és hiperaktivitás módján van jelen”. „Az erőszak pozitivitása – figyelmeztet Han – végzetesebb lehet, mint a negatív formája. A fertőzés, az invázió és a beszivárgás utat engedett az infarkció jelenségének.”

## Témái
Han műveiben a figyelemhiányos hiperaktivitási zavar, a Borderline személyiségzavar, a kiégési szindróma, a depresszió, a kimerültség, az internet, a szeretet, a popkultúra, a hatalom, a racionalitás, a vallás, a szociális média, a szubjektivitás, a fáradtság, az átlátszóság és az erőszak témáiról értekezik.

## Recepció
A kiégés társadalma hamarosan 11 nyelven érhető el. Számos dél-koreai lap 2012 a legfontosabb könyvének szavazta meg. 2017-es Pszichopolitika: neoliberalizmus és az új hatalmi technológiák című könyvét a The Guardian kritikájában pozitívan értékelte, míg a Hong-Kong Review of Books dicséretében így fogalmaz: „szinte aforisztikusan tömör, írói stílusa sikeresen alakít komplex gondolatokat olvasható és meggyőző prózává”, miközben megjegyzi, hogy „időnként kényelmetlenül grandiózus állításokat tesz (pld.: »A neoliberalizmus a Like kapitalizmusa«), ami jól mutatja a leleményesség és az önelégült szlogenálás közötti vékony határvonalat.” Az LA Book Review „jelenünk legjobb filozófus-jelöltjének” nevezi.

## Magyarul megjelent művei
- A kiégés társadalma (Typotex, 2019) fordította Miklódy Dóra és Simon-Szabó Ágnes. ISBN 978 963 4930 65 5
- Pszichopolitika. A neoliberalizmus és az új hatalomtechnikák (Typotex, 2020) fordította Csordás Gábor. ISBN 978 963 4931 05 8
- A transzparencia társadalma; ford. Szabó Csaba (Ráció, 2020) ISBN 978 615 5675 42 3
- Csillapító társadalom. A fájdalom ma; ford. Csordás Gábor; Typotex, Budapest, 2021
- A szép megmentése; ford. Csordás Gábor; Typotex, Budapest, 2021
- A föld dicsérete. Utazás a kertbe; ford. Zilahi Anna; Typotex, Budapest, 2022
- Erósz haldoklása; ford. Csordás Gábor; Typotex, Budapest, 2022
- A rítus eltűnése. A jelen topológiája; ford. Csordás Gábor; Typotex, Budapest, 2023
- Mi a hatalom?; ford. Csordás Gábor; Typotex, Budapest, 2023
- Az idő illata. Filozófiai esszé az elidőzés művészetéről; ford. Csordás Gábor; Typotex, Budapest, 2024
- Önmagátlanság. A Távol-Kelet kultúrájáról és filozófiájáról; ford. Molnár Zoltán; Polaris, Budapest, 2024
- Infokrácia. A digitalizáció és a demokrácia válsága; ford. Csordás Gábor; Typotex, Budapest, 2024[20]

## Fordítás
- Ez a szócikk részben vagy egészben  a   Byung-Chul Han című angol Wikipédia-szócikk ezen változatának fordításán alapul.  Az eredeti cikk szerkesztőit annak laptörténete sorolja fel. Ez a jelzés csupán a megfogalmazás eredetét és a szerzői jogokat jelzi, nem szolgál a cikkben szereplő információk forrásmegjelöléseként.